# Manuel Joaquim de Ornelas
Manuel Joaquim de Ornelas (? — ?) foi um político brasileiro.

## Vida
Foi presidente da província de São Paulo, de 5 de outubro de 1828 a 13 de janeiro de 1829.